# Tamtam aktuell
Tamtam aktuell war eine in den 1970er- und 1980er-Jahren sehr populäre Radiosendung im Kinderprogramm des Sender Freies Berlin, die werktäglich um 15:05 Uhr auf SFB 2 ausgestrahlt wurde und sich hauptsächlich an Kinder im Grundschulalter richtete.
Das Besondere an der Sendung war, dass sie nicht von Erwachsenen, sondern von jeweils zwei Kindern im Alter von etwa 10 bis 14 Jahren live aus dem Studio moderiert wurde. Meist wurden am selben Wochentag auch dieselben Kinderteams eingesetzt, so dass es üblicherweise fünf verschiedene Besetzungen gab, die oft über lange Zeiträume relativ stabil blieben, was auch dem Wiedererkennungswert der Sendung zugutekam. Die meisten dieser Teams bestanden aus einem Mädchen und einem Jungen.
Tamtam aktuell war 10 Minuten lang und begann stets damit, dass eines der Kinder den Halbsatz „Hallo, hier ist wieder Tamtam aktuell …“ sprach und das zweite Kind diesen mit „… um fünf nach drei auf SFB 2“ vervollständigte. Die Sendung startete mit speziell kindgerecht aufbereiteten Nachrichten, anschließend folgten meist ein oder zwei vorproduzierte Beiträge (zum Teil ebenfalls von Kindermoderatoren) sowie zum Ende der Sendung stets diverse aktuelle Veranstaltungstipps für Kinder.
Gelegentlich wurden von den Kindern auch Interviews mit (meist lokal) berühmten Personen geführt und dann in der Sendung ausgestrahlt. So gab es beispielsweise ein Interview mit Heidi Hetzer, die damals noch aktiv Rennen fuhr.
Zuständig für die Inhalte der Sendung und die Betreuung der Kindersprecher war die am Theodor-Heuss-Platz, außerhalb des SFB-Hauptgebäudes, untergebrachte „Redaktion Kinderfunk“.
Jeweils Samstags wurde anstelle von Tamtam aktuell unter dem Label „Tamtam, ganz groß“ von 14:20 bis 15:00 Uhr eine Hörspielproduktion ausgestrahlt.
1986 wurde Tamtam aktuell für eine Sendung, die die Gefährdung von Fußgängern und Radfahrern durch rechtsabbiegende Kraftfahrer und die Hintergründe dieser Gefahren verdeutlichte, ausgezeichnet.